# Avi Nash
Avi Nash (n.el 24 de enero de 1991) es un actor estadounidense conocido por su papel como Siddiq en la serie de televisión de  AMC  y de carácter post-apocalíptico/horror The Walking Dead (2017–2019).

## Biografía
Avi Nash es un actor que vive en Los Ángeles. Nacido en los Estados Unidos. Antes de graduarse de la Universidad de Stanford con honores en Matemáticas y Diseño arquitectónico, se fue para asistir a la escuela de actuación con Anupam Kher. El objetivo fue prepararse para el mundo de la actuación en Mumbai. Avi se graduó en la diplomatura de interpretación en el año 2014 y mostró un talento extraordinario en el oficio.
Ya en Los Ángeles, debutó en el cine en Learning to Drive junto a Ben Kingsley y Patricia Clarkson, dirigida por la directora española Isabel Coixet. La película se estrenó en el Festival Internacional de Cine de Toronto 2014, donde ganó el Primer Runner Up del People's Choice Award.
Armado con un fondo único y una gran pasión, Avi continúa persiguiendo aventuras e historias en todo el mundo.

## Vida personal
Nash se graduó con honores de la Stanford University, donde se especializó en ciencias matemáticas y computacionales. Antes de The Walking Dead, Nash también fue profesor de inglés y guía de excursiones en bicicleta.

## Filmografía

### Película
- Learning to Drive (2014) como Preet.
- Breaking Tradition (2014) como Ish Khan.
- Postal Jerks (2015) como Juan.
- Barry (2016) como Saleem.
- Amateur Night (2016) como Ordenador.
- La trenza (2023) como Kamal.

### Cortometrajes
- Life of Guy (2013) como Joven.
- e-103 (2013) como E-103.

### Series de televisión
- The Walking Dead (2017-2020) como Siddiq (temporada 9–10, co-protagonista; recurrente temporada 8).
- Silo (2023).[4]
- Black Mirror: Joan Is Awful (2023) como Krish